# Frameshift
Ein Frameshift oder Rasterschub beziehungsweise Leserasterverschiebung ist eine besondere Art der Mutation. Es handelt sich um eine Verschiebung des Leserasters von Genen auf der DNA. Die genetische Information auf der DNA ist in Form von Basentripletts oder Codons organisiert, dabei codieren jeweils drei Basen für eine Aminosäure. Geht nun eine Anzahl von Basen, die kein Vielfaches von drei ist, im Rahmen einer Mutation aus einer Gensequenz verloren (Deletion) oder wird hinzugefügt (Insertion), verändert sich das Leseraster der hinter der Mutation folgenden Basentripletts. Als Folge besitzen alle Basentripletts vom Mutationsort an eine veränderte Sequenz. Dadurch werden u. U. andere Aminosäuren codiert oder es kann zu einem vorzeitigen Abbruch der Translation kommen, da durch die Mutation ein Stopcodon entstehen kann. Obwohl die direkte Veränderung evtl. nur eine einzelne Base betrifft, können die Auswirkungen erheblich sein. Frameshifts werden unter anderem durch interkalierende Substanzen hervorgerufen.

## Deletion
- Originale Basenfolge:

… GCC AAT AGT GCT CTA ACG …
- Deletion einer Base: A (erste Base im dritten Codon)

… GCC AAT GTG CTC TAA CG …

## Insertion
- Originale Basenfolge:

… GCC AAT AGT GCT CTA ACG …
- Insertion einer Base: T (erste Base im zweiten Codon)

… GCC TAA TAG TGC TCT AAC G …

## Anschauliche Verdeutlichung
Der folgende Satz ist ein anschauliches Beispiel zur Verdeutlichung der Wirkung von Mutationen auf das Leseraster:
| Beschreibung                  | Satz                                    | Leseraster      |
| ----------------------------- | --------------------------------------- | --------------- |
| Originaltext                  | DIE KUH LAG AUF DEM HEU UND TAT NIX     |                 |
| Austausch eines Buchstabens   | DIE KUH LAG RUF DEM HEU UND TAT NIX     | bleibt erhalten |
| Einfügen eines Buchstabens    | DIE KUH LAG MAU FDE MHE UUN DTA TNI X   | Verschiebung    |
| Einfügen von zwei Buchstaben  | DIE KUH LAG MIA UFD EMH EUU NDT ATN IX  | Verschiebung    |
| Einfügen von drei Buchstaben  | DIE KUH LAG MIT AUF DEM HEU UND TAT NIX | bleibt erhalten |
| Entfernen eines Buchstabens   | DIE KUH LAG UFD EMH EUU NDT ATN IX      | Verschiebung    |
| Entfernen von zwei Buchstaben | DIE KUH LAG FDE MHE UUN DTA TNI X       | Verschiebung    |
| Entfernen von drei Buchstaben | DIE KUH LAG DEM HEU UND TAT NIX         | bleibt erhalten |